# Jean-Claude Combaz
Jean-Claude Combaz (Saint-Béron, 8 dicembre 1856 – Nagasaki, 18 agosto 1926) è stato un vescovo cattolico e missionario francese.

## Biografia
Jean-Claude Combaz nacque l'8 dicembre 1856 a Saint-Béron, nella Savoia, in una devota famiglia cattolica di contadini dove anche una sua sorella divenne suora missionaria in Cina.
Svolse gli studi a Chambéry, dove frequentò anche il seminario maggiore. Entrò in seguito nel seminario delle missioni estere, dove studiò teologia.

### Ministero sacerdotale
Fu ordinato diacono il 21 febbraio 1880 dal vescovo Paul-François-Marie de Forges e presbitero il 26 settembre 1880 dal vescovo Louis-Taurin Cahagne. Nel dicembre dello stesso anno arrivò in Giappone, dove fu inviato in missione. Svolse il suo servizio ad Osaka, vi imparò il giapponese e fu nominato direttore del nuovo seminario di Osaka. Nel 1882 fu nominato professore di latino per il seminario di Nagasaki e negli anni il suo lavoro di insegnante fu molto apprezzato per la notevole preparazione dei suoi numerosi studenti, che nel tempo furono inviati a Roma per studiare al Pontificio Collegio Urbano.

### Ministero episcopale
Il 3 giugno 1912 papa Pio X lo nominò vescovo di Nagasaki. Ricevette l'ordinazione episcopale l'8 settembre successivo per imposizione delle mani del vescovo Gustave Mutel.
Negli anni vide la comunità cristiana locale aumentare di numero e diede impulso alla costruzione di molte nuove chiese nel territorio tra cui la chiesa Kashiragashima a Shinkamigotō consacrata nel 1919 ed oggi uno dei siti cristiani nascosti della regione di Nagasaki, prestando sempre particolare cura alla formazione dei seminaristi, spesso continuando ad insegnare al seminario.
Resse la diocesi per 14 anni morendo a Nagasaki il 18 agosto 1926 all'età di 69 anni.

## Genealogia episcopale
La genealogia episcopale è:
- Cardinale Scipione Rebiba
- Cardinale Giulio Antonio Santori
- Cardinale Girolamo Bernerio, O.P.
- Arcivescovo Galeazzo Sanvitale
- Cardinale Ludovico Ludovisi
- Cardinale Luigi Caetani
- Cardinale Ulderico Carpegna
- Cardinale Paluzzo Paluzzi Altieri degli Albertoni
- Papa Benedetto XIII
- Papa Benedetto XIV
- Papa Clemente XIII
- Cardinale Marcantonio Colonna
- Cardinale Giacinto Sigismondo Gerdil, B.
- Cardinale Giulio Maria della Somaglia
- Cardinale Carlo Odescalchi, S.I.
- Vescovo Eugène de Mazenod, O.M.I.
- Cardinale Joseph Hippolyte Guibert, O.M.I.
- Cardinale François-Marie-Benjamin Richard
- Arcivescovo Gustave Mutel, M.E.P.
- Vescovo Jean-Claude Combaz, M.E.P.